# Haims
Haims település Franciaországban, Vienne megyében. Lakosainak száma 230 fő (2022. január 1.). Haims Antigny, Béthines, Jouhet, Journet és Villemort községekkel határos.

## Népesség
A település népességének változása:
| Lakosok száma | 226  | 226  | 230  | 225  | 225  | 227  | 230  | 231  | 230  |
|               | 2013 | 2015 | 2016 | 2017 | 2018 | 2019 | 2020 | 2021 | 2022 |